# Ghassan Kanafani
Ghassan Kanafani, em árabe: غسان كنفاني, (Acre, Palestina, 9 de Abril de 1936 – Beirute, Líbano, 8 de Julho de 1972), foi um escritor e ativista político palestino, cofundador da Frente Popular para a Libertação da Palestina. Escreveu romances, peças de teatro, contos e ensaios políticos, traduzidos para mais de 17 idiomas. Em 1972 foi assassinado pelo serviço secreto israelense.

## Biografia
Ghassan Fayiz Kanafani nasceu na cidade de Acre, durante o Mandato Britânico na Palestina, em 9 de abril de 1936. Era o terceiro filho de Muhammad Fayiz Abd al Razzag, um advogado que atuava no movimento nacional e se opunha à ocupação britânica. Kanafani recebeu sua educação inicial em uma escola missionária católica francesa em Jaffa. Ainda jovem, mudou-se com a família para Haifa. Em 1948, exilaram-se ao sul do Líbano e, mais tarde, instalaram-se permanentemente em Damasco, na Síria.
Em Damasco, completou o ensino secundário e estudou Literatura na Universidade de Damasco. Em 1952, obteve o título de professor da Agência das Nações Unidas de Assistência aos Refugiados da Palestina (UNRWA). Foi professor de arte para cerca de 1 200 crianças palestinas deslocadas em um campo de refugiados, onde começou a escrever histórias curtas para ajudar seus alunos a entender sua situação.
No mesmo ano, ingressou no Departamento de Filologia Árabe da Universidade de Damasco, onde, sob a supervisão do Dr. George Habash, escreveu sua tese "Raça e religião na literatura sionista", base para o estudo de 1967 "Literatura sionista". Sob a influência de Habash iniciou suas atividades políticas, envolvendo-se no Movimento Nacionalista Árabe (MNA). Em 1955, como consequência de suas atividades políticas, foi expulso da universidade e estabeleceu-se no Kuwait, onde trabalhou como professor até 1960.
Durante sua permanência no Kuwait, consolidou seu compromisso político ao se tornar editor do jornal jordaniano Al Ra'i (رأي,A Opinião), afiliado ao MNA. Em 1960, Habash o convence a se mudar para Beirute e juntar-se à equipe do jornal al-Hurriyya (حرية, Liberdade). Foi nesse período que Kanafani começou a se interessar pelo marxismo.
Em 1961, conheceu Anni Høver, uma dinamarquesa, educadora e ativista dos direitos das crianças, com quem teve dois filhos.
Assumiu o cargo de editor do jornal nasserista al-Muḥarrir (محرر, O Libertador) e da revista de domingo Filistīn (فلسطين, Palestina) em 1963.  No mesmo ano, escreveu sua primeira e mais aclamada novela Riŷāl fī-š-šams (رجال في الشمس, Homens ao Sol).
Em 1967, tornou-se editor do jornal Al Anwar (A iluminação), também nasserista, escrevendo ensaios sob o pseudônimo de Faris Faris. No mesmo ano, ele se juntou à Frente Popular para a Libertação da Palestina, uma clivagem marxista-leninista do MNA, e em 1969, renunciou ao Al-Anwar para editar a revista semanal da Frente Popular, al-Hadaf (الهدف, O alvo), marcando seu afastamento do nacionalismo pan-árabe para a luta palestina revolucionária.
Em 8 de julho de 1972, Kanafani então com 36 anos, foi assassinado em Beirute ao ligar seu carro Austin 1100, detonando uma granada e um explosivo plástico de 3 quilos inserido na barra do para-choques de seu carro. Kanafani foi incinerado, juntamente com sua sobrinha de dezessete anos, Lamees Najim. O Mossad, serviço secreto israelense, reivindicou a responsabilidade pelo assassinato.
O assassinato foi tratado como uma resposta ao massacre do aeroporto de Lod, realizado por três membros do exército vermelho japonês. Na época, Kanafani era o porta-voz da Frente Popular para a Libertação da Palestina, e o grupo reivindicou a responsabilidade pelo ataque.
O obituário de Kanafani no jornal The Daily Star, do Líbano, escreveu: "Ele foi um soldado que nunca disparou uma arma, cuja arma foi uma caneta esferográfica e sua arena, as páginas do jornal". Na ocasião de sua morte, vários romances incompletos foram encontrados, um deles datando de 1966.
Em 1975, foi o vencedor póstumo do Prêmio Lótus para Literatura da Conferência dos Escritores Afro-Asiáticos. Sua memória é celebrada por meio da criação da Fundação Cultural Ghassan Kanafani, em 1974, que desde seu início estabeleceu oito jardins de infância para os filhos de refugiados palestinos.

## Obras em português
- Contos da Palestina: O Povo Sem Terra, 1986. (Ed. Brasiliense)
- Homens ao Sol, 2012. (Bibliaspa)
- A Revolta de 1936-1939 na Palestina, 2015. (Ed. Sundermann)
- A Revolução palestina de 1936 a 1939: antecedentes, detalhes e análise, 2024 (Ed. Expressão Popular)

## Obras em árabes
Nota: Alguns nomes estão grosseiramente traduzidos
- 1961 - Uma morte na Cama No.12 (mawt fi sarir raqam 12)
- 1963 - A Terra das Laranjas Tristes (ard al-burtuqal al-hazin)
- 1963 - Homens ao sol (rijal fi-sh-shams)
- 1964 - A Porta (al-bab)
- 1965 - O mundo que não é nosso ('aalam laysa lana)
- 1966 - Literatura da Resistência na Palestina Ocupada 1948-1966 ('adab al-muqawamah fi filastin al-muhtalla 1948-1966)
- 1966 - Isso é tudo que foi deixado para você (ma tabaqqa lakum)
- 1967 - Sobre a Literatura Sionista (fi al-adab al-sahyuni)
- 1968 - Literatura Palestina de Resistência sob à Ocupação: 1948-1968 (al-adab al-filastini al-muqawim taht al-ihtilal: 1948-1968)
- 1968 - Sobre homens e rifles ('an ar-rijal wa-l-banadiq)
- 1969 - Umm Sa'd
- 1969 - Retorno a Haifa (a'id ila Hayfa)
- 1972 - O Cego e o Surdo (al-a'ma wa-al-atrash)
- 1972 - Os damascos de abril (Barquq Naysan)
- 1973 - O Chapéu e o Profeta (al-qubba'ah wa-l-nabi, inacabado)
- 1974 - A Revolução de 1936-39 na Palestina (thawra 1936-39 fi filastin)
- 1978 - Uma ponte para eternidade (jisr ila-al-abad)
- 1982 - A camiseta roubada e outras histórias (al-qamis al-masruq wa-qisas ukhra)
- 1983 - The Slave Fort' in Arabic Short Stories (transl. by Denys Johnson-Davies)